# Handleyomys
Handleyomys är ett släkte i familjen hamsterartade gnagare med två till åtta arter som förekommer i Central- och norra Sydamerika.
Arterna räknades tidigare till andra släkten i underfamiljen Sigmodontinae och flyttades 2002 till ett eget släkte.
Med en kroppslängd (huvud och bål) av 80 till 130 mm, en svanslängd av 70 till 110 mm och en vikt av 17 till 34 g är släktmedlemmarna små gnagare. Allmänt har pälsen på ovansidan en gråbrun färg och undersidan är lite ljusare grå. Vanligen är ryggens topp mörkast. Öronen är synliga utanför pälsen men inte särskild stora. På öronen och svansen finns fina hår men den senare ser naken ut. Typisk är smala 21 till 26mm långa bakfötter. De mellersta tår är större än de yttre.
Arterna enligt Mammal Species of the World är:
- Handleyomys fuscatus, listades förut i släktet Aepeomys.
- Handleyomys intectus, räknades tidigare till risråttor (Oryzomys).

IUCN listar ytterligare 6 arter i släktet:
- Handleyomys alfaroi
- Handleyomys chapmani
- Handleyomys melanotis
- Handleyomys rhabdops
- Handleyomys rostratus
- Handleyomys saturatior

Dessa gnagare förekommer i Central- och norra Sydamerika från Mexiko till bergstrakter i nordvästra Colombia och i Ecuador. De når där 2800 meter över havet. Habitatet utgörs av fuktiga skogar och jordbruksmark nära skogar.